# A New Thought for Christmas
A New Thought for Christmas è un album discografico natalizio (il decimo album in studio) della cantautrice statunitense Melissa Etheridge, pubblicato nel 2008.

## Tracce
1. Blue Christmas – 2:44
2. Glorious – 3:38
3. Christmas (Baby Please Come Home) – 2:41
4. Have Yourself a Merry Little Christmas – 4:22
5. Ring the Bells – 6:05
6. Merry Christmas Baby – 3:46
7. Christmas in America – 4:20
8. Light a Light – 5:10
9. It's Christmas Time – 4:21
10. O Night Divine – 6:57